# Khalil Al Ghamdi
Khalil Ibrahim Al Ghamdi (àrab: خليل إبراهيم جلال الغامدي, Ḫalīl Ibrāhīm Jalāl al-Ḡāmidī) (Riad, Aràbia Saudita, 2 de setembre del 1970) és un àrbitre de futbol saudita. Al Ghamdi és àrbitre internacional FIFA des de 2003. Fins ara ha dirigit partits en grans esdeveniments com la Copa del Món 2006 o els Jocs Olímpics d'estiu 2008. El febrer del 2010 va ser assignat per arbitrar al Mundial 2010.